# Ecaussystème
 (février 2024).
 (février 2024).
L’Ecaussystème est un festival de musiques actuelles qui a lieu chaque année à Gignac dans le département du Lot.
Créé en 2003 sous la forme d’une association, il se déroule lors du dernier week-end de juillet pendant trois jours et en pleine nature.

## Histoire
En 2017, le festival passe de deux à trois jours. Le site est agrandi et réaménagé, et la jauge augmentée. Pour la première fois, le festival se joue à guichets fermés.
En 2023, le festival connait une importante évolution grâce à l'arrivée d'une deuxième scène. Cela permet au festival de passer de 14 propositions artistiques à 21, sur les trois jours du festival.
L'arrivée de cette nouvelle installation, avait déjà été anticipée lors de travaux réalisés deux ans auparavant (nouveau bâtiment de stockage, nouvelles plateformes pour l'accueil des partenaires, réseau électrique enterré, etc) pour exploiter pleinement ce site de plus de 4 hectares.
En 2025, le festival continue les investissements sur le site concert avec l'installation de panneaux solaire sur la toiture du bâtiment de stockage. Cet investissement va permettre au festival de devenir le premier festival à énergie positive, et dans un délai de sept ans environ, Ecaussystème aura remboursé toute la consommation électrique consommée depuis les débuts du festival.

## Les objectifs du festival

### Musique
Le festival organise trois soirées avec généralement 3 artistes qui se succèdent. Ils se produisent sur une grande scène éphémère mise en place uniquement pour la durée du festival. Les premières parties de chaque soirée sont assurées par les deux premiers groupes retenus lors du concours les Détours de l'Ecaussystème.[réf. souhaitée]

### Développement durable
Le festival est engagé dans une démarche éco-responsable,.

### Promotion des groupes de musique: Les Détours de l'Ecaussystème
Les Détours de l'Ecaussystème est un concours qui consiste à sélectionner les quatre meilleurs groupes parmi une liste de participants dans l'objectif de contribuer à leur développement. 
Le concours est ouvert à tous les groupes de région Occitanie et Nouvelle Aquitaine[réf. souhaitée]

## Budget
|        | 2017 | 2022 | 2024 | 2025 |
| ------ | ---- | ---- | ---- | ---- |
| Budget | 1,2  | 1,8  | 3    | 2,5  |

## Fréquentation par années (Total des 3 soirs)
- 2004 : 2 500[1]
- 2008 : 9 000[1]
- 2012 : 12 000[1]
- 2022 : 30 000[9]
- 2023 : 35 000[10]
- 2024 : 50 000[8]
- 2025 : 44 000 [11]

## Programmation
Depuis sa création, le festival a notamment accueilli les artistes The Offspring, Sex Pistols, Iggy Pop, Manu Chao, Deep Purple, Angèle (chanteuse), Jimmy Cliff, Orelsan, Alpha Blondy, De La Soul, Jacques Dutronc, Cali, Asaf Avidan, -M-.

### 2025
25-27 juillet :
- Occitane : Sex Pistols, Fonky Family, Bigflo et Oli, Polo & Pan, Ben Mazué, Philippe Katerine, Burning Spear, Deluxe,Les Ogres de Barback et La Rue Ketanou
- Quercy : Danakil (groupe), Oxmo PuccinoGringe, Yodelice, Flavia Coelho, Dirtyphonics, La Ruda, Komodrag and the Mounodor, Luiza, Lulu Van Trapp, Tetra Hydro K

### 2024
26-28 juillet :
- Occitane : Patrice, Dionysos, Shaka Ponk, Fat Freddy's Drop, Francis Cabrel, Worakls Orchestra, Tiken Jah Fakoly, Deep Purple, Chinese Man
- Quercy : Madam, Soviet Suprem, Georgio, Hilight Tribe, Ketekalles, Ko Ko Mo, Julian Marley, Stand High Patrol DJ set, Da Break, Julien Granel, 47Ter, TechnoBrass

### 2023
28-30 juillet
Artistes présents : Louise Attaque, Dropkick Murphys, Jain, John Butler, Matmatah, Pomme, Dub Inc, Roméo Elvis, Vitalic, Biga Ranx, Massilia Sound System, Billx, Cali, L'Entourloop, Caballero & JeanJass, Ko Ko Mo, Vandal, La Caravane Passe, Serpent, Lombre, Kalika